# Los proscritos
Los proscriptos (en sueco: Berg-Ejvind och hans hustru) es una película muda sueca de 1918 dirigida por Victor Sjöström, basada en una obra de teatro de 1911 de Jóhann Sigurjónsson. Cuenta la historia de Fjalla-Eyvindur, un forajido islandés del siglo XVIII.
La película fue innovadora por su interpretación de la naturaleza salvaje. Fue rodada en dos sesiones en la primavera y finales del verano de 1917, con Åre y Abisko en el norte de Suecia como escenario de las Tierras Altas de Islandia.

## Sinopsis
Un extraño que se hace llamar Kári llega a una granja en el norte del país. Lo contrata como trabajador, y la propietaria de la granja, la viuda Halla, se enamora de él. El alguacil local, que quiere casarse con Halla, se pone celoso de Kári. Otro hombre le dice al alguacil que Kári es, de hecho, un ladrón y fugitivo llamado Eyvind. Kári al principio niega ser Eyvind y luego derrota al alguacil en un concurso de lucha libre como medida de su sinceridad. Sin embargo, cuando Halla le propone matrimonio, confiesa la verdad de lo que sucedió en su empobrecida vida anterior como Eyvind.
Cuando el alguacil regresa con otros para arrestar a Eyvind, él y Halla abandonan la granja por las frías y desnudas tierras altas donde viven durante muchos años felices. Tienen una niña y los acompaña su amigo Arnes.
Sin embargo, cuando la niña tiene tres años, Arnes confiesa su soledad y su amor por Halla. Halla no comparte sus sentimientos y decide dejarlos. Mientras se aleja, ve a un grupo de hombres que se acercan y vuelve corriendo para advertir a Eyvind y Halla. Los hombres llegan al mismo tiempo y se produce una pelea. Por temor a ser capturada, Halla arroja a su hijo por el acantilado al río que se encuentra debajo.
Eyvind y Halla escapan al invierno hostil. Algún tiempo después, están encerrados en una pequeña cabaña sin comida. Están locos de hambre. Eyvind considera abandonar a Halla pero no lo hace. Cuando Eyvind va por leña, Halla sale de la cabaña y se congela en la nieve. Eyvind la encuentra y la sostiene hasta que muere congelado a su lado.

## Reparto
- Victor Sjöström como Eyvind;
- Edith Erastoff como Halla;
- John Ekman como Arnes;
- Jenny Tschernichin-Larsson como Guðfinna;
- Artur Rolén como Farmhand;
- Nils Arehn como Björn Bergstéinsson;
- William Larsson como Bjarni Sveinbjörnsson.

## Recepción crítica
Según Louis Delluc, «Victor Sjöström prosigue el discurso emprendido con Terje Vigen: la lucha del individuo contra una sociedad hostil y contra un enemigo despiadado: la propia naturaleza.» Esta naturaleza constituye el tercer personaje de la película según el crítico, quien, en 1921, cuando se estrenó la película en Francia, se extasiaba de la siguiente manera: «Esta es, sin duda, la película más hermosa del mundo. [...] Sjöström lo comprendió con una dignidad que supera cualquier comentario.» Georges Sadoul añade que «Las montañas, el géiser, el torrente donde los marginados, Berg-Eyvind y Halla, ahogan a su hijo, la nieve donde se hunden, son también personajes del drama [...]»
Jean-Wolf Bourget decía que «Solo ciertas películas de Erich von Stroheim como Corazón olvidado o Avaricia dan una impresión tan física de la realidad [como Los proscritos]. Dotado del mismo sentido de narrador que Griffith, es así como un virtuoso que Sjöström organiza las masas de su historia, por ejemplo las analepsis que contrastan los momentos edénicos que vivieron los forajidos con su odiosa vejez.»
Para Peter Cowie, Berg-Eyvind (interpretado por Victor Sjöström) es un precursor del caballero de la película El séptimo sello de Bergman, ya que, al igual que este último, «se niega a sucumbir a lo inevitable y finalmente se unirá a su difunta esposa en una tumba cubierta de nieve. Sobrevivirá hasta entonces gracias a su valentía física, como muestra la impresionante secuencia en la que es suspendido por una cuerda por encima de un acantilado y solo se salva en el último momento (durante el rodaje, Sjöström casi pierde la vida).»